# Pagurus indicus
Pagurus indicus is een tienpotigensoort uit de familie van de Paguridae. De wetenschappelijke naam van de soort is voor het eerst geldig gepubliceerd in 1972 door Sarojini & Nagabhushanam.